# Primeira Divisão 1982-83
La Primeira Divisão 1982/83 fue la 49.ª edición de la máxima categoría de fútbol en Portugal. Benfica ganó su 25° título. El goleador fue Fernando Gomes del Porto con 36 goles.

## Tabla de posiciones
|    | Clasificación        | Pts. | PJ | PG | PE | PP | GF | GC |
| -- | -------------------- | ---- | -- | -- | -- | -- | -- | -- |
| 1  | Benfica              | 51   | 30 | 22 | 7  | 1  | 67 | 13 |
| 2  | Porto                | 47   | 30 | 20 | 7  | 3  | 73 | 18 |
| 3  | Sporting de Portugal | 42   | 30 | 18 | 6  | 6  | 48 | 25 |
| 4  | Vitória Guimarães    | 32   | 30 | 11 | 10 | 9  | 35 | 24 |
| 5  | Boavista             | 30   | 30 | 12 | 6  | 12 | 32 | 38 |
| 6  | Sporting Braga       | 29   | 30 | 13 | 3  | 14 | 41 | 43 |
| 7  | Vitória Setúbal      | 29   | 30 | 12 | 5  | 13 | 29 | 33 |
| 8  | Rio Ave              | 29   | 30 | 13 | 3  | 14 | 43 | 45 |
| 9  | Portimonense         | 29   | 30 | 11 | 7  | 12 | 35 | 31 |
| 10 | Salgueiros           | 27   | 30 | 9  | 9  | 12 | 26 | 36 |
| 11 | Estoril Praia        | 26   | 30 | 9  | 8  | 13 | 26 | 39 |
| 12 | Varzim               | 26   | 30 | 8  | 10 | 12 | 23 | 39 |
| 13 | Espinho              | 25   | 30 | 9  | 7  | 14 | 23 | 37 |
| 14 | Marítimo             | 25   | 30 | 8  | 9  | 13 | 26 | 38 |
| 15 | Amora                | 18   | 30 | 6  | 6  | 18 | 23 | 55 |
| 16 | Alcobaça             | 15   | 30 | 4  | 7  | 19 | 20 | 56 |

|  | Clasificado para la Copa de Europa 1983-84   |
|  | Clasificado para la Recopa de Europa 1983-84 |
|  | Clasificado para la Copa de la UEFA 1983-84  |
|  | Descenso a la Segunda Divisão                |

|                            |
| Campeón Benfica 25° título |